# Plaetners Heim
Das Plaetners Heim in Flensburg-Duburg ist ein ehemaliges Stiftungsgebäude in Ritterstraße 7–9. Es gehört zu den Kulturdenkmalen der Stadt.

## Hintergrund
Das Stiftsgebäude wurde 1885/86 vom Maurermeister Johann P. Petersen für J. Plaetner gebaut. In Flensburg entstanden im Laufe der Zeit eine ganze Anzahl von Stiftsgebäuden, wie beispielsweise das Munketoftstift in der Flensburger Innenstadt, das Rönnenkamp-Stift in Fruerlund sowie das unweit in der Schloßstraße gelegene Mohr’sche Heim. Des Weiteren war schon 1880 das Plaetner-Stift, ebenfalls ein Stiftungsgebäude, in der Mühlenstraße 8 eingerichtet worden. Das Plaetners Heim in der Ritterstraße besteht bis heute als ein breitgelagertes Doppelhaus, mit Putzfassade, zwei Hauseingängen (Adresse Ritterstraße 7. und 9.) und einem Satteldach. In der Mitte der Straßenfassade befindet sich ein breit übergiebeltes Zwerchhaus. In diesem Bereich hängt zudem eine Stiftungstafel mit den Angaben „Plaetners Heim 1886.“ Reliefe der Fassade sind als Rankenwerk und als Fabelwesen gestaltet.